# Zatmění Měsíce 27. července 2018

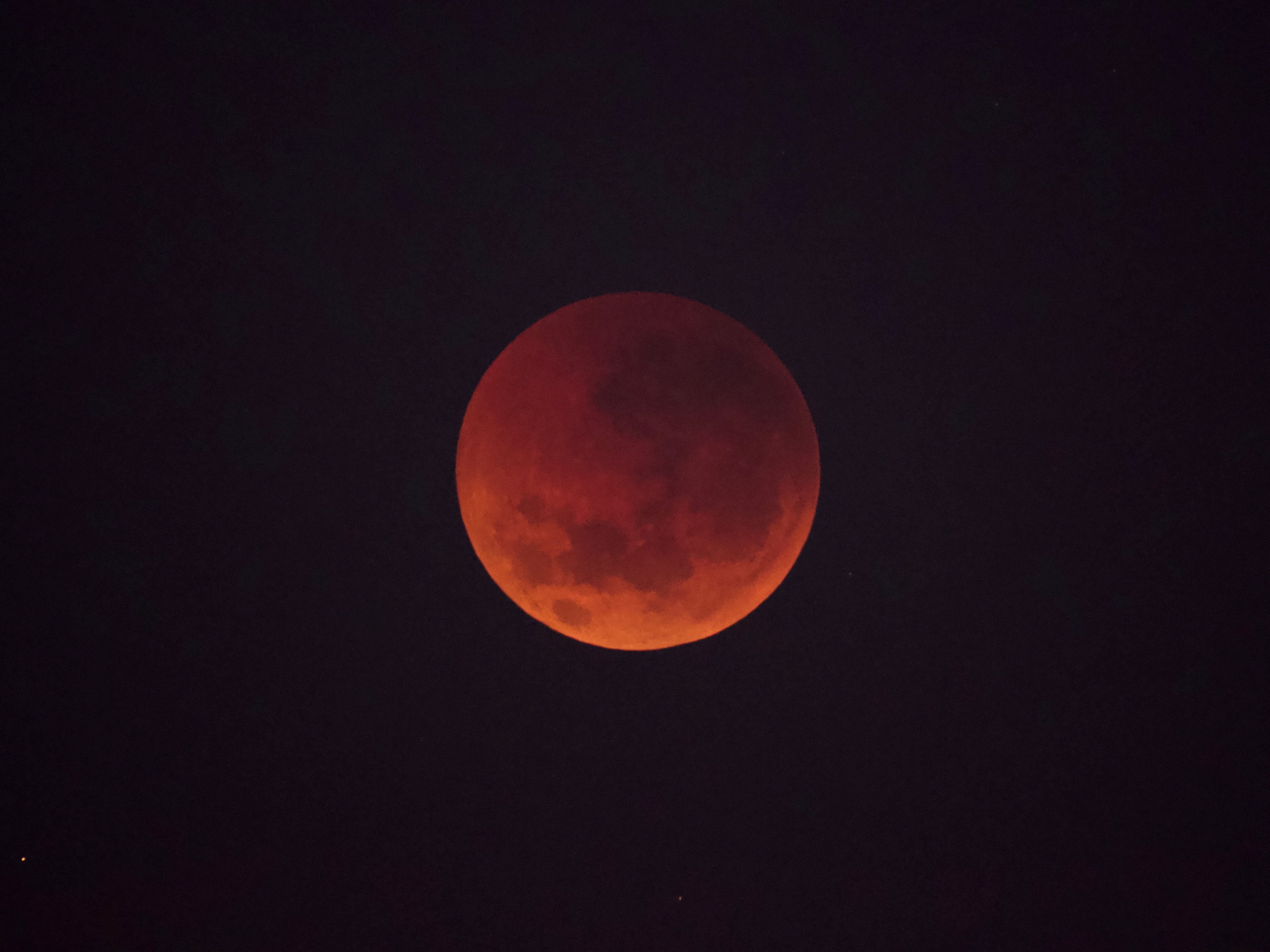
Měsíc v zemském stínu dne 27. července 2018

Dne 27. července 2018 nastalo úplné zatmění Měsíce. Zatmění bylo neobvyklé tím, že při něm Měsíc prošel přímo středem zemského stínu, což se stalo naposledy při zatmění 15. června 2011. S tím souvisí i největší možná délka fáze úplného zatmění, šlo o nejdelší takový úkaz v 21. století, delší bude až zatmění 9. června 2123. Během zatmění byl Měsíc současně od Země nejdále (v tzv. odzemí ve vzdálenosti asi 406 228 kilometrů).
Částečné zatmění začalo ve 20:24 SELČ, v Česku však Měsíc vyšel až později (v Praze ve 20:47), a skončilo v 0:19 následujícího dne, tj. 28. července 2018. Samotné úplné zatmění trvalo od 21:30 do 23:13, maximum nastalo ve 22:21.
Právě na datum úkazu pak připadla i velká opozice Marsu se Sluncem. Mars byl v období zatmění na obloze poblíž Měsíce, asi 6° jižním směrem.